# Aplocera corsalta
Aplocera corsalta is een vlinder uit de familie spanners (Geometridae). De wetenschappelijke naam is voor het eerst geldig gepubliceerd in 1928 door Schawerda.
De soort komt voor in Europa.